# Marie-Christine Warnant
Marie-Christine Warnant (30 november 1965) is een Belgisch politica voor de MR.

## Levensloop
Warnant werd beroepshalve directiesecretaresse en boekhoudster bij een KMO.
Voor de MR werd ze van 2012 tot 2014 OCMW-raadslid van Oerle, waar ze sinds 2014 gemeenteraadslid is. In 2019 werd ze eerste schepen van Oerle.
In december 2018 werd ze lid van het Waals Parlement en het Parlement van de Franse Gemeenschap als opvolgster van Patrick Lecerf. Bij de verkiezingen van mei 2019 was ze geen kandidaat meer.